# Neodcházej (film)
Neodcházej (v originále Keep the Lights On) je americký hraný film z roku 2012, který režíroval Ira Sachs podle vlastního scénáře. Film popisuje 10 let trvající komplikovaný vztah dánského filmaře Erika a drogově závislého právníka Paula. Snímek měl světovou premiéru na Mezinárodním filmovém festivalu Sundance 7. září 2012. Film vychází z vlastních životních zkušeností režiséra Iry Sachse.

## Děj
Erik Rothman je dánský filmař žijící v New Yorku. V roce 1998 potkává právníka Paula Lucyho, čímž začíná jejich dlouhodobý a komplikovaný vztah. Paul je drogově závislý, ze své závislosti se snaží vymanit, ale nedaří se mu to. Erik točí dokumentární film o Averym Willardovi, významném LGBT umělci. Vztah mezi oběma muži je poznamenán drogovou závislostí, virem HIV, sexuální nevázaností a permanentními rozchody a návraty, neboť Erik není schopen se s Paulem definitivně rozejít.

## Obsazení
| Thure Lindhardt      | Erik Rothman |
| Zachary Booth        | Paul Lucy    |
| Julianne Nicholson   | Claire       |
| Souleymane Sy Savane | Alassane     |
| Paprika Steen        | Karen        |
| Miguel del Toro      | Igor         |
| Sebastian La Cause   | Russ         |
| David Anzuelo        | jeho přítel  |
| Maria Dizzia         | Vivian       |
| Justin Reinsilber    | Dan          |
| Ed Vassallo          | Tom          |

## Ocenění
- Teddy Award – nejlepší celovečerní film
- Gotham Award – průlomový herec (Thure Lindhardt)
- Independent Spirit Awards – nominace v kategoriích nejlepší film, nejlepší režie, nejlepší herec a nejlepší originální scénář
- Cena hlavní poroty pro nejlepší celovečerní hraný film na festivalu Mezipatra 2012[2]